# نهائي كأس الدوري الهندي 2024
كانت مباراة نهائي كأس السوبر 2024 هي المباراة النهائية لكأس السوبر 2024 [الإنجليزية]، النسخة الرابعة من كأس السوبر. أقيمت المباراة على ملعب كالينغا في بوبانسوار في 28 يناير 2024 بين إيست بنغال [الإنجليزية] وأوديشا.
فاز إيست بنغال [الإنجليزية] بالمباراة بنتيجة 3–2 ليحصد لقبه التاسع في الكأس الوطنية وأول لقب كبير له منذ 12 عامًا.

## الطريق إلى النهائي
كأس السوبر هي مسابقة كرة قدم هندية سنوية جديدة بنظام خروج المغلوب مفتوحة لجميع الفرق الاثني عشر في الدوري الهندي الممتاز وأفضل أربعة فرق من الدوري الهندي الممتاز وتديرها اتحاد كرة القدم لعموم الهند.
تأهلت فرق الدوري الهندي الممتاز تلقائيًا للمسابقة. تأهلت الفرق الثلاثة الأولى في الدوري الهندي الممتاز تلقائيًا بينما تم تحديد المركز الرابع من خلال مباراة فاصلة بين إنتر كاشي وراجاستان يونايتد [الإنجليزية].

### إيست بنغال
قبل كأس السوبر الهندي 2024، وصل فريق إيست بنغال إلى نهائي كأس الاتحاد [الإنجليزية] وكأس السوبر، أكبر بطولات الكأس المحلية في الهند، 17 مرة وفاز بالبطولة ثماني مرات. وصل فريق إيست بنغال إلى النهائي آخر مرة في عام 2018 [الإنجليزية] لكنه جاء وصيفًا لبنغالورو. تم تجميع فريق إيست بنغال في المجموعة الأولى، إلى جانب فرق الدوري الهندي الممتاز – موهون باغان وحيدر أباد وفريق الدوري الهندي الممتاز سرينيدهي ديكان. بدأ فريق إيست بنغال حملته في كأس السوبر في 9 يناير 2024 وواجه حيدر أباد في المباراة الافتتاحية للبطولة وتمكن من تحقيق الفوز بنتيجة 3–2 حيث سجل كليتون سيلفا هدفين وسجل ساول كريسبو الهدف الثالث. في 14 يناير، واجه فريق إيست بنغال فريق سرينيدهي ديكان وفاز – بهدفين من حجازي ماهر وخافيير سيفيريو [الإنجليزية]. في 19 يناير، واجه فريق إيست بنغال منافسه اللدود موهون باغان في مباراة ديربي كولكاتا [الإنجليزية] في مباراة ربع النهائي الافتراضية التي ستحدد أبطال المجموعة ومن سيتقدم إلى الدور نصف النهائي وفاز إيست بنغال 3–1 حيث سجل القائد كليتون سيلفا هدفين بينما سجل ناندهاكومار سيكار [الإنجليزية] الهدف الآخر، حيث فاز إيست بنغال بجميع المباريات الثلاث في المجموعة ليتأهل إلى الدور نصف النهائي. في 24 يناير، واجه فريق إيست بنغال فريق جمشيدبور الفائز بالمجموعة الثانية في الدور نصف النهائي وفاز – بهدفين من حجازي ماهر وخافيير سيفيريو حيث دخلوا النهائي للمرة الثانية بعد عام 2018.

### أوديشا
بدأ أوديشا الحملة بصفته حامل لقب كأس السوبر بعد أن فاز بها في العام السابق في عام 2023. تم تجميعهم في المجموعة الرابعة، إلى جانب فرق الدوري الهندي الممتاز – جوا وبنغالورو وفريق إنتر كاشيما من الدوري الهندي الممتاز. بدأ أوديشا حملته في 12 يناير 2024 ضد فريق بنغالورو من الدوري الهندي الممتاز وفاز 1–1 بفضل هدف وحيد من أحمد جحوح. في 17 يناير، واجه أوديشا إنتر كاشي وفاز – بأهداف لالثاتانجا خولهرينغ [الإنجليزية]، دييغو ماوريسيو، وإيساك فانلالرواتفلا [الإنجليزية]. في 22 يناير، واجه أوديشا فريق جوا في المباراة الأخيرة من مرحلة المجموعات وفاز بنتيجة 3–2 بهدفين من أحمد جهو ومرتضى فال الذي سجل هدفين. في الدور نصف النهائي، واجه أوديشا فريق مومباي سيتي في 25 يناير وفاز 1–1 بفضل هدف من ركلة جزاء سجله دييغو ماوريسيو حيث دخل أوديشا نهائي كأس السوبر للمرة الثانية على التوالي.

## قبل المباراة

### المكان

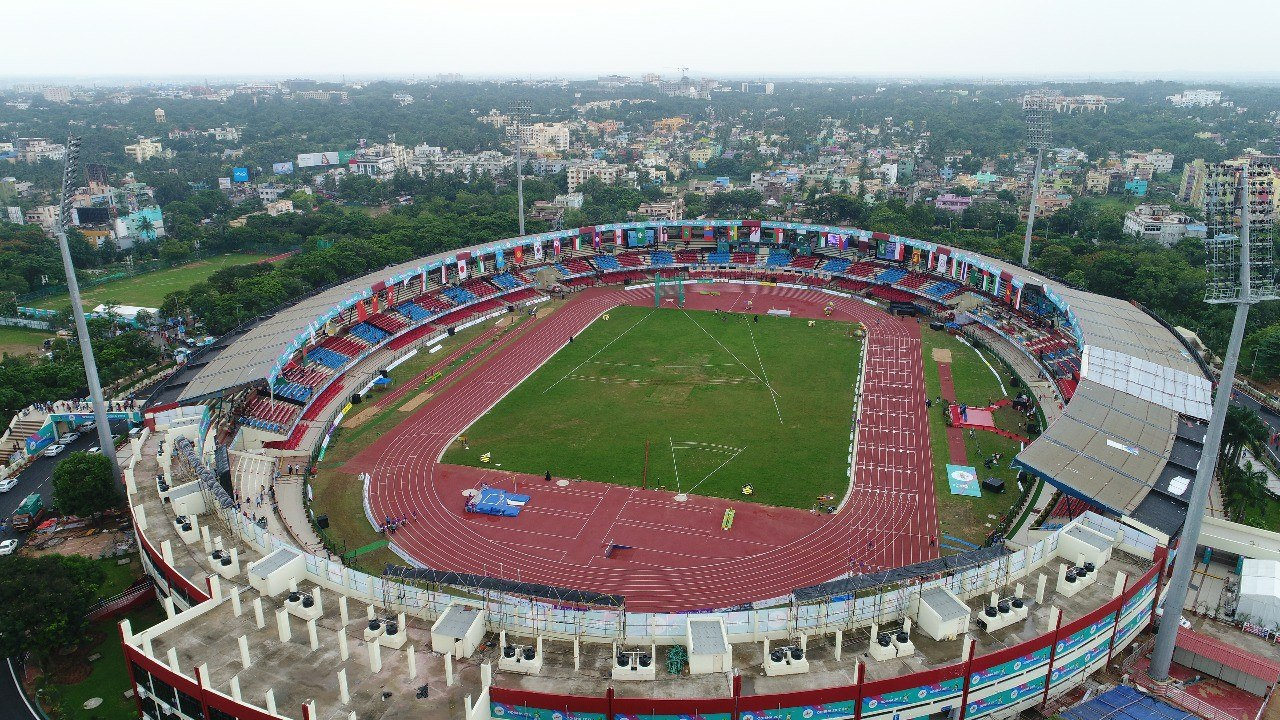
ملعب كالينغا في بوبانسوار

في 18 ديسمبر 2023، أعلن الاتحاد الهندي لكرة القدم أن ملعب كالينغا في بوبانسوار، أوديشا، سيستضيف كأس السوبر بالكامل.
ستكون هذه هي المرة الثالثة التي يستضيف فيها ملعب كالينغا كأس السوبر بعد عامي 2018 و2019.

### التحليل
قبل خوض هذه المباراة، نظر كلا الفريقين إليها كفرصة للتأهل إلى الدور التمهيدي الثاني من دوري أبطال آسيا 2024–24. كان فريق أوديشا هو حامل اللقب في البطولة، وهذه المرة يلعب على أرضه في ملعب كالينغا، على أمل الدفاع عن اللقب. وكان مدربهم سيرجيو لوبيرا قد فاز بالكأس بالفعل في عام 2019 [الإنجليزية] مع جوا. صرح قبل المباراة قائلاً: «أمامنا مباراة كبيرة. تقع على عاتقنا مسؤولية الحفاظ على الكأس هنا. نحن متحمسون لهذه الفرصة، والأهم من ذلك كله هو الاستمتاع بهذه المباراة النهائية. إنها مباراة كبيرة للجميع – اللاعبين والمدربين والموظفين والمشجعين».
كان إيست بنغال [الإنجليزية] يتطلع إلى كسر انتظار دام 12 عامًا للفوز بكأس محلية كبيرة بعد فوزه آخر مرة بكأس الاتحاد عام 2012 [الإنجليزية] في سيليجوري بفوزه على ديمبو في النهائي. وكان فريق إيست بنغال قد وصل بالفعل إلى نهائي كأس دوراند 2023 [الإنجليزية] في الموسم واحتل المركز الثاني. قال المدرب كارليس كوادرات [الإنجليزية] قبل المباراة: «نشعر بحالة جيدة للغاية. لقد كنا نكافح من أجل تحقيق النتائج منذ فترة طويلة. من المهم جدًا بالنسبة لنا أن نصل إلى نهائي آخر. لم نتمكن من الفوز بالنسخة الأولى (كأس دوراند)، لذا سنبذل قصارى جهدنا لتحقيق النتيجة في هذه المباراة».

## المباراة

### الملخص
بدأ حامل اللقب أوديشا المباراة بقوة على أرضه في ملعب كالينغا، حيث اقترب دييغو ماوريسيو مرتين من التقدم، وفي النهاية سجل أوديشا الهدف الأول في الدقيقة التاسعة والثلاثين عندما انقض دييغو ماوريسيو على الكرة المرتدة داخل منطقة الجزاء ليجعل النتيجة – قبل نهاية الشوط الأول. أجرى فريق إيست بنغال تغييرين في الشوط الثاني، حيث دخل ناوريم ماهيش سينغ [الإنجليزية] ولالكونجنونجا بدلاً من خافيير سيفيريو [الإنجليزية] وماندار راو ديساي [الإنجليزية] على التوالي، وأحدثا تأثيرًا فوريًا حيث مر ماهيش عبر لاعبين من أوديشا ليلعب تمريرة مثالية إلى ناندهاكومار سيكار [الإنجليزية] الذي راوغ حارس مرمى أوديشا ليعادل النتيجة في الدقيقة الحادية والخمسين. وبعد مرور عشر دقائق فقط، حصل إيست بنغال على ركلة جزاء عندما عرقل مورتادا فال بورخا هيريرا داخل منطقة الجزاء، وحول ساول كريسبو النتيجة إلى –. وبعد مرور سبع دقائق فقط، وجد أوديشا نفسه يلعب بعشرة لاعبين بعد أن تلقى مورتادا فال البطاقة الصفراء الثانية بسبب اعتدائه بالمرفق على بورخا هيريرا. حصل فريق إيست بنغال على بعض الفرص الإضافية لإنهاء المباراة، لكن أوديشا حصل على ركلة جزاء في اللحظة الأخيرة من المباراة في الوقت بدل الضائع، وأحرز أحمد جهوح هدف التعادل لأوديشا، لتتجه المباراة إلى الوقت الإضافي. وفي الشوط الأول من الوقت الإضافي، اقترب سوفيك تشاكرابورتي [الإنجليزية] من استعادة التقدم لصالح إيست بنغال لكن تسديدته القريبة ارتطمت بالعارضة، لكن بعد دقائق تلقى سوفيك البطاقة الصفراء الثانية لإضاعة الوقت، ليلعب كل فريق بعشرة لاعبين. في الدقيقة الحادية عشرة، سجل إيست بنغال هدف الفوز عندما انقض القائد كليتون سيلفا على ناريندر جاهلوت [الإنجليزية] ليخطف الكرة داخل منطقة الجزاء ويسددها في المرمى لتصبح النتيجة 3–2 حيث تمكن إيست بنغال من الحفاظ على تقدمه ويصبح بطل كأس السوبر الهندي 2024.

### التفاصيل
| إيست بنغال [الإنجليزية]                                                                    | 3–2 (ب.و.إ.) | أوديشا                                                           |
| ------------------------------------------------------------------------------------------ | ------------ | ---------------------------------------------------------------- |
| - سيكار [الإنجليزية] 51' - كرسبو 62' (pen) - تشاكرابورتي [الإنجليزية] 87' 97' - سيلفا 111' | تقرير        | - دييغو ماوريسيو 39' - مرتضى فال 61' 68' - أحمد جحوح 90+9' (pen) |

| إيست بنغال | أوديشا |

| GK                          | 13 | برابسوخان سينغ غيل [الإنجليزية]  |  |         |  |     |
| RB                          | 12 | محمد راكيب [الإنجليزية]          |  |         |  |     |
| CB                          | 4  | خوسيه أنطونيو باردو لوكاس        |  |         |  |     |
| CB                          | 19 | حجازي ماهر                       |  |         |  |     |
| LB                          | 17 | ماندار راو ديساي [الإنجليزية]    |  | 45'     |  |     |
| CM                          | 23 | تشاكرابورتي [الإنجليزية]         |  | 87' 97' |  |     |
| CM                          | 21 | ساول كرسبو                       |  |         |  |     |
| CM                          | 26 | بورخا هيريرا غونزاليس            |  | 99'     |  |     |
| FW                          | 10 | كلايتون سيلفا                    |  |         |  |     |
| FW                          | 11 | سيكار [الإنجليزية]               |  | 74'     |  |     |
| FW                          | 99 | خافيير سيفيريو [الإنجليزية]      |  | 45'     |  |     |
| البدلاء:                    |    |                                  |  |         |  |     |
| GK                          | 1  | كمالجيت سينغ [الإنجليزية]        |  |         |  |     |
| DF                          | 5  | لالشونغنونغا [الإنجليزية]        |  | 45'     |  |     |
| MF                          | 6  | أجاي تشيتري [الإنجليزية]         |  | 99'     |  |     |
| MF                          | 8  | إدوين سيدني فانسبول [الإنجليزية] |  |         |  |     |
| FW                          | 20 | في. بي سهير                      |  |         |  |     |
| DF                          | 22 | بيشيو كيومار تاشيني              |  |         |  |     |
| MF                          | 29 | ناوريم ماهيش سينغ [الإنجليزية]   |  | 45'     |  |     |
| DF                          | 33 | غورسيمرات سينغ غيل [الإنجليزية]  |  |         |  |     |
| FW                          | 82 | فيشنو بوتيا فالابيل [الإنجليزية] |  | 74'     |  | 85' |
| FW                          | 84 | سايان بانيرجي [الإنجليزية]       |  | 85'     |  |     |
| المدرب:                     |    |                                  |  |         |  |     |
| كارليس كوادرات [الإنجليزية] |    |                                  |  |         |  |     |

| GK            | 28 | لالثوماواي رالتي                   |  |         |
| RB            | 4  | أمي راناوادي [الإنجليزية]          |  |         |
| CB            | 15 | مرتضى فال                          |  | 61' 68' |
| CB            | 5  | كارلوس خافيير ديلغادو رودريغيز     |  |         |
| LB            | 18 | جيري لالرينزوالا [الإنجليزية]      |  | 73'     |
| CM            | 10 | أحمد جحوح                          |  |         |
| LM            | 19 | إيساك فانلالرواتفلا [الإنجليزية]   |  |         |
| RM            | 7  | لالثاثانغا خاولهرينغ [الإنجليزية]  |  | 73'     |
| FW            | 21 | روي كريشنا                         |  |         |
| FW            | 9  | دييغو ماوريسيو                     |  |         |
| FW            | 11 | ساي غودارد                         |  | 90'     |
| البدلاء:      |    |                                    |  |         |
| GK            | 13 | نيراج كومار                        |  |         |
| DF            | 3  | ناريندر غاهلوت [الإنجليزية]        |  | 90'     |
| MF            | 14 | برانجال بوميج [الإنجليزية]         |  |         |
| MF            | 17 | جيري ماويهمينغثانغا [الإنجليزية]   |  |         |
| DF            | 24 | ثويبا سينغ مويرانغثيم [الإنجليزية] |  |         |
| MF            | 25 | برينستون ريبللو [الإنجليزية]       |  |         |
| DF            | 26 | لالدينليانا ر                      |  |         |
| DF            | 32 | فيجنيش داكشينامورثي [الإنجليزية]   |  | 73'     |
| MF            | 42 | ليني رودريجيز                      |  | 73'     |
| FW            | 99 | أنيكيت جادهاف [الإنجليزية]         |  |         |
| المدرب:       |    |                                    |  |         |
| سيرخيو لوبيرا |    |                                    |  |         |

| بطل المباراة: ساول كرسبو (إيست بنغال) الحكام المساعدون: أرون ساسيدهاران بيلاي ب. فايراموثو الحكم الرابع: كريستال جون مفوض المباراة: بينود كومار سينغ | قواعد - 90 دقيقة. - 30 دقيقة من الوقت الإضافي إذا لزم الأمر. - ركلات الترجيح إذا بقيت النتيجة متعادلة. - عشرة بدلاء معينين - الحد الأقصى هو خمسة تبديلات، مع السماح بتبديل سادس في الوقت الإضافي. |

## بعد المباراة
أنهى قائد فريق إيست بنغال كليتون سيلفا البطولة كأفضل هداف في الحملة بينما حصل المدافع حجازي ماهر على جائزة «أفضل مدافع في البطولة». حصل حارس مرمى أوديشا لالثاوماويا رالتي على جائزة «أفضل حارس مرمى في البطولة»، وأحمد جحوح على جائزة «أفضل لاعب وسط في البطولة»، بينما حصل إيساك فانلالرواتفلا [الإنجليزية] على جائزة «أفضل لاعب في البطولة».
تم الترحيب بالفريق البطل من قبل مشجعي إيست بنغال المتشوقين دائمًا في مطار نيتاجي سوبهاس تشاندرا بوس الدولي في كلكتا من قبل ما يقدر بنحو 5000+ حشد مع الألعاب النارية والدخان والألوان الحمراء والذهبية. تم اصطحاب الفريق من المطار إلى مقر النادي حيث انضم إليه الآلاف للاحتفال بالانتصار.
كما حصل إيست بنغال على مكان في مرحلة التصفيات التمهيدية لدوري أبطال آسيا 2024–25، وبالتالي عاد إلى المرحلة القارية بعد فجوة دامت تسع سنوات منذ مشاركته الأخيرة في كأس الاتحاد الآسيوي 2015.

## وصلات خارجية
- الموقع الرسمي لكأس السوبر